# August Schmidt (Politiker)
August Friedrich Schmidt (* 13. Juli 1884 in Königsaue; † 3. August 1939 in Hamburg) war ein deutscher Politiker (KPD), der Opfer des NS-Regimes wurde.

## Leben

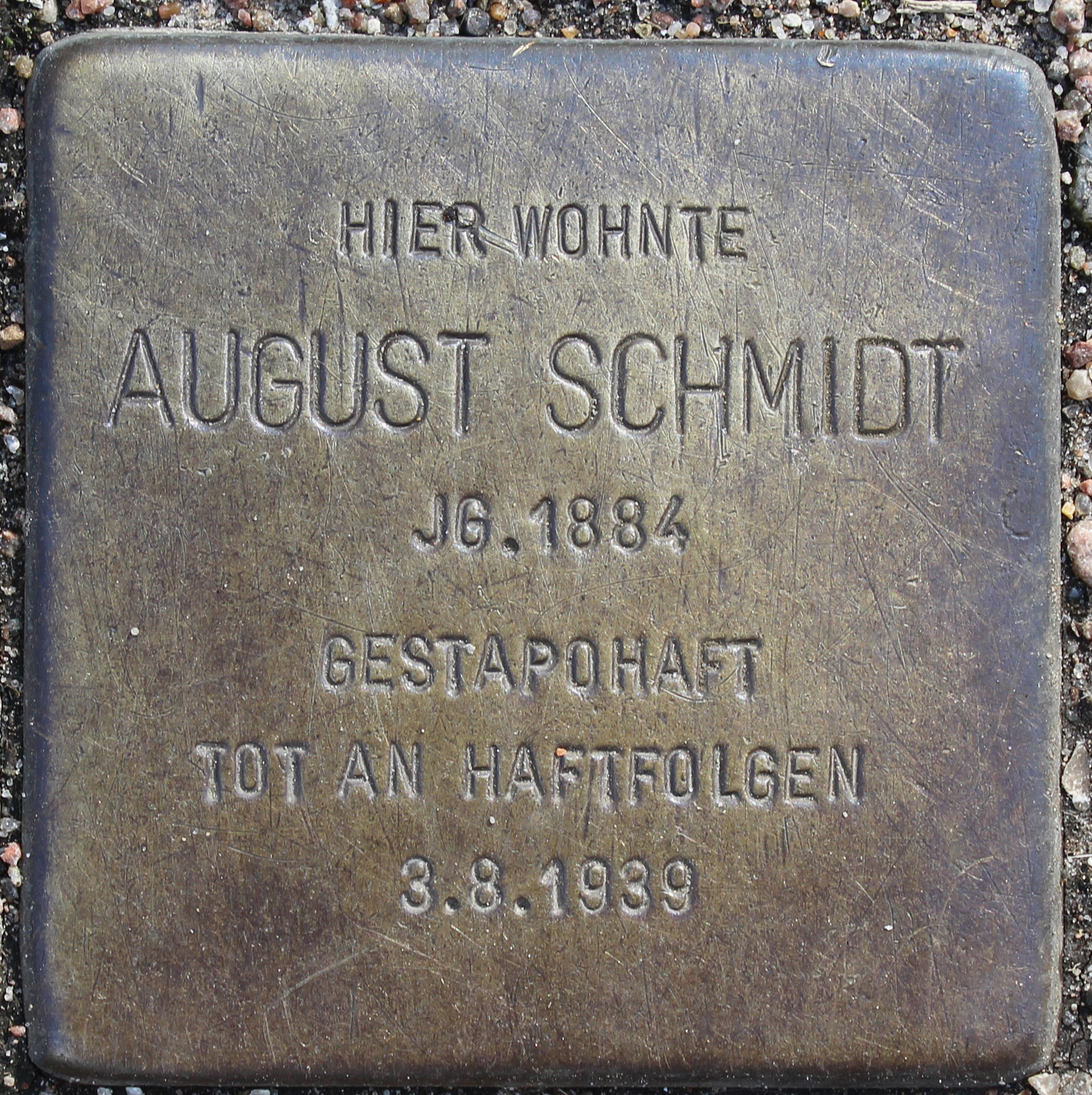
Stolperstein für August Schmidt vor dem Wohnhaus Geibelstraße 24 in Hamburg-Winterhude.

Schmidt war nach dem Ende seiner Volksschulzeit als Landarbeiter tätig. Ab 1906 lebte er in Hamburg und war auf einer Werft im Hamburger Hafen und danach am Staatskai beschäftigt. Schmidt trat 1907 in die SPD ein und engagierte sich gewerkschaftlich im Verband der Hafenarbeiter. Gegen Ende des Ersten Weltkrieges trat er in die USPD ein und wurde für die Partei als Bezirksführer tätig. Ende 1920 wechselte er von der Hamburger USPD zur KPD und wurde 1924 auch Mitglied der Roten Hilfe. Für die KPD zog er 1927 in die Hamburgische Bürgerschaft ein, der er bis 1931 angehörte. In dieser Funktion gehörte er dem Hafenerweiterungsausschuss sowie dem Beschwerdeausschuss für das Wohnungsamt an. In Hamburg war er Mitbegründer der Revolutionären Gewerkschafts-Opposition. Im Zuge der Streiks des Einheitsverbands der Seeleute, Hafenarbeiter und Binnenschiffer Deutschlands 1928/29 war Schmidt in führender Funktion an den Arbeitsniederlegungen beteiligt.
Nach der Machtergreifung der Nationalsozialisten 1933 arbeitete er weiter für die nun illegale KPD als Leiter der Stadtteilgruppe Winterhude. Am 17. September 1935 wurde Schmidt verhaftet und in Untersuchungshaft genommen und erhielt 1936 eine zweijährige Haftstrafe. Nach der Haftentlassung 1937 starb Schmidt am 3. August 1939 an den Haftfolgen.
In Hamburg wurden am 8. Juni 2012 vor dem Rathaus Stolpersteine für die ermordeten Mitglieder der Hamburgischen Bürgerschaft verlegt, darunter auch für August Schmidt.